# Osteólise

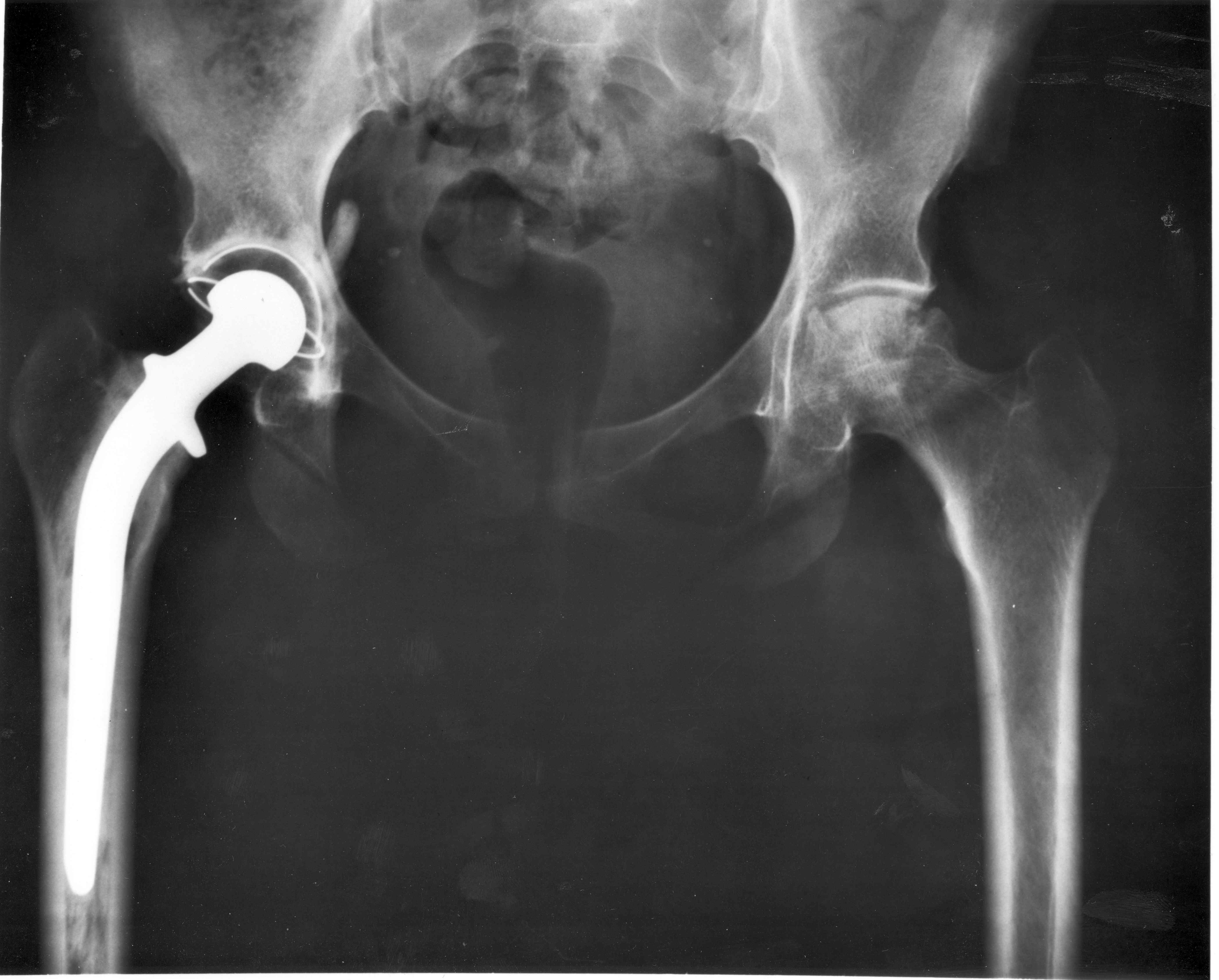
A osteólise pode se referir a uma complicação de uma prótese de quadril completa.

Osteólise (grego antigo para ruptura óssea) se refere a uma reabsorção de parte do tecido ósseo por células especializadas (osteoclastos), o contrário de ossificação por osteoblastos. Este termo pode ser empregado tanto na descrição de doenças que acometem os tecidos ósseos, mas também pode descrever o processo metabólico normal de manutenção do tecido ósseo, que como o resto do organismo, está em constante remodelação.
Geralmente é assintomática, apenas deixando os ossos mais vulneráveis a fraturas. Na radiografia caracteriza-se por imagens radilolucidas e na tomografia por imagens hipodensas.

## Causas
A osteólise pode ser uma resposta autoimune do organismo contra artroplastias de quadril ou joelho. As células que consomem os fragmentos de plástico microscópicos da prótese podem ser interpretados como uma ameaça a ser eliminada e desencadear uma maior reabsorção dos ossos ao redor da prótese após alguns anos de uso. Também pode ser causada por patologias como tumores ósseos, doença de Paget do osso, cistos periósteos ou uma inflamação crônica como osteoartrite.

## Fisiologia
Osteoblastos promovem o crescimento ósseo e osseoclastos promovem a remoção de tecido ósseo maduro, através da osteólise, promovendo a renovação e remodelação constante dos ossos.
Desde o nascimento até a terceira década da vida, em um organismo sadio, ocorre um aumento de massa óssea, porque a produção de osso novo (osteogênese) supera a perda diária (osteólise). A partir desta idade, a taxa de renovação, que corresponde à quantidade de osso que se perde e se repõe por ano de vida, vai sendo modificada, uma vez que a formação óssea vai sendo suplantada pela perda e, assim, começa a ocorrer uma redução progressiva da massa óssea, especialmente no sexo feminino. As mulheres, a partir da terceira década de vida, perdem, em média 1% da massa óssea por ano. Esta perda se deve à redução de produção de estrogênio pelos ovários. O estrogênio estimula a osteogênese. Assim, a reposição de massa óssea sofre uma progressiva diminuição com a idade. Quando esta perda começa a trazer riscos para a saúde, como, por exemplo, o aumento na frequencia de fraturas, ela é denominada osteoporose.